# Kőrössi Anni
Kőrössi Anni (Debrecen, 1922. január 11. – ?, 2001. július) magyar színésznő, operett- és opera-énekesnő (szoprán), a debreceni Csokonai Színház örökös tagja.

## Életpályája
Énektanulmányait a debreceni zeneiskolában, 1938–1942 között Hoór Tempis Erzsébetnél, majd 1942-től 1945-ig a Zeneakadémián P. Maleczky Biancánál végezte. 
1948-tól szerződött Debrecenbe. 1952-től a Fővárosi Víg Színház magánénekese volt. 1956-ban tért vissza szülővárosába, ahol 1978-ig, nyugdíjba vonulásáig jelentős opera- és operettszerepeket énekelt és prózai színésznőként is sikeres volt. A debreceni Csokonai Színház társulatának örökös tagjai közé is beválasztották.
Vendégszerepelt Csehszlovákiában és Lengyelországban.

## Fontosabb színházi szerepei
- William Shakespeare: Macbeth... Lady Macduff
- Henrik Ibsen: Peer Gynt... Solvejg
- Lope de Vega: A kertész kutyája... Marcela
- Balassi Bálint: Szép magyar komédia... Júlia
- Wolfgang Amadeus Mozart: Varázsfuvola... Második hölgy
- Johann Strauss: A denevér... Rosalinda
- Giacomo Puccini: Bohémélet... Mimi; Musette
- Jacques Offenbach: Gerolsteini nagyhercegnő... Anna nagyhercegnő
- Paul Burkhard: Tűzijáték... Karlina
- Paul Weidmann: Falusi borbély... Zsuzsika; Nyelves Manci, özvegyasszony
- Berté Henrik: Három a kislány... Médi; Grisi, énekesnő
- Jacobi Viktor: Sybill... Sybill
- Jacobi Viktor: Leányvásár... Lucy
- Kálmán Imre: Csárdáskirálynő... Sylvia
- Ábrahám Pál: Bál a Savoyban... La Tangolita
- Kacsóh Pongrác: János vitéz... Iluska; Francia királykisasszony
- Hámos György: Aranycsillag... Kovács Juli
- Örkény István: Macskajáték... Giza